# NI (carro armato)

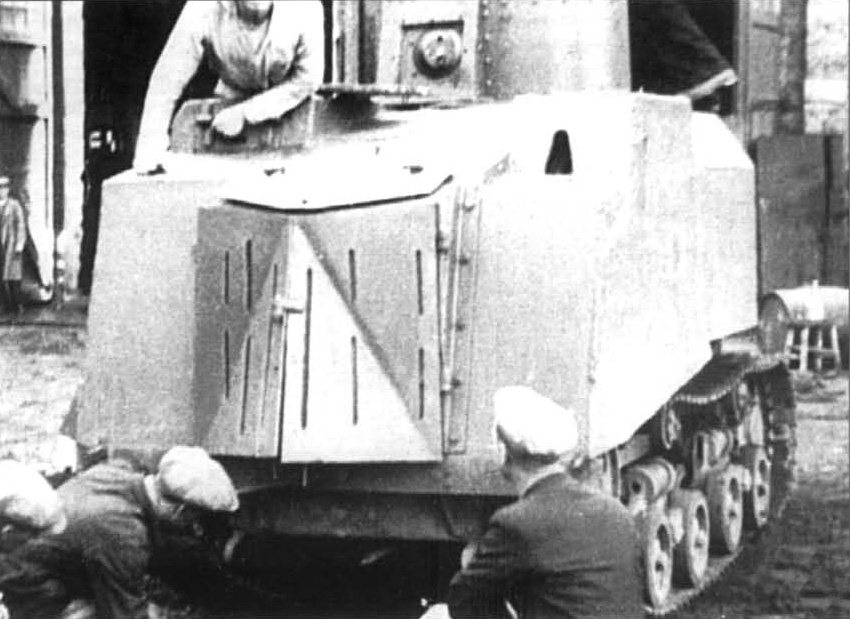
Fotografia di un carro armato NI

Il carro armato NI ( /N I / ; in russo Танк НИ? carro armato NI, abbr. На испуг  , Na ispug), era un veicolo da combattimento corazzato sovietico improvvisato, basato su un trattore agricolo STZ-3, fabbricato a Odessa durante l'assedio di Odessa nella seconda guerra mondiale.

## Sviluppo

Diagramma NI-1: 1 - scafo blindato, 2 - armatura laterale, 3 - vano motore, 4 - torretta, 5 - parafanghi, 6 - armatura da pista, 7 - armatura di mitragliatrice, 8 - Mitragliatrice DShK, 9 - gancio, 10 - cassetta degli attrezzi, 11 - tubo di scarico, 12 - travi del telaio, 13 - telaio anteriore, 14 - gancio di traino, 15 - folle, 16 - rullo di supporto, 17 - ruota motrice, 18 - rullo, 19 - Mitragliatrice DT

All'inizio della guerra tra l'Asse e l'Unione Sovietica la maggior parte degli impianti industriali fu evacuato, tra questi anche la Fabbrica dell'insurrezione di gennaio. Rimasero diversi macchinari e si decise che sarebbero stati utilizzati per riparare i carri armati danneggiati dalla battaglie di ritorno dal fronte.
Quando l'esercito, che combatteva alla periferia di Odessa (le difese della città resistettero per settantadue giorni prima che l'esercito si ritirasse), iniziò ad evidenziare carenze di carri armati, gli operai della fabbrica decisero di costruire un veicolo da combattimento di loro stessa progettazione. Aiutati dai lavoratori di altri impianti industriali, i lavoratori della "Rivolta di gennaio" hanno costruito una grossa corazza di metallo e l'hanno posizionata su un trattore agricolo. Inoltre è stata aggiunta una torretta munita di un pezzo d'artiglieria da montagna o da una mitragliatrice di grosso calibro. L'armatura era composta da un sottile strato di acciaio per navi o da una piastra di caldaia e da uno strato in legno o gomma per incrementare la protezione dalle armi di piccolo calibro. Il risultato fu un mezzo diverso da qualsiasi altro veicolo da combattimento dell'epoca, che produceva un forte rumore in fase di movimento.
L'armamento poteva variare a seconda della disponibilità. Poteva annoverare tra cui mitragliatrici ShVAK, torrette secondarie reperite da carri armati T-26 modello 1931, nuove torrette con pezzi d'artiglieria modello 15R da 37 mm o cannoni anticarro da 45 mm.

## Produzione
In totale furono prodotti 69 carri armati NI.

## Uso in combattimento
Le forze rumene catturarono numerosi carri armati alla fine dell'assedio, con 14 ancora disponibili dal 1 novembre 1942.